# Jaco Azafrani
Jacobo Azafrani (Larache, 24 de julio de 1932-Ceuta, 16 de enero de 2022) fue un entrenador y futbolista español que jugaba en la demarcación de defensa.

## Biografía
Debutó en 1950 con el Larache C. F.. Un año después, en 1951, fichó por el C. A. Tetuán a los 19 años de edad, haciendo su debut contra el Real Madrid C. F. el 26 de septiembre de 1951 con un resultado de 4-2 a favor del club madrileño. Tras jugar durante una temporada, el equipo descendió de categoría.
Tras un breve paso por el España Tánger, en 1955 se incorporó a la U. D. Las Palmas, equipo con el que jugó dos temporadas. Ya en 1957 fue traspasado al Granada C. F. Posteriormente también jugó para el Rayo Vallecano, Racing Club de Ferrol y Limoges F. C., club francés en el que se retiró en 1961.
En el año 2017, recibió la Medalla de Oro de la Real Balompédica Linense.

## Clubes

### Como futbolista
| Club                  | País    | Año       | Partidos | Goles |
| --------------------- | ------- | --------- | -------- | ----- |
| Larache C. F.         | España  | 1950-1951 |          |       |
| C. A. Tetuán          | España  | 1951-1952 | 11       | 1     |
| España Tánger         | España  | 1952-1955 | 59       | 1     |
| U. D. Las Palmas      | España  | 1955-1957 | 29       | 0     |
| Granada C. F.         | España  | 1957-1958 | 11       | 0     |
| Rayo Vallecano        | España  | 1958-1959 | 17       | 1     |
| Racing Club de Ferrol | España  | 1959-1960 | 12       | 0     |
| Limoges F. C.         | Francia | 1960-1961 |          |       |

### Como entrenador
| Club                     | País   | Año       |
| ------------------------ | ------ | --------- |
| Albacete Balompié        | España | 1971-1972 |
| Real Balompédica Linense | España | 1973-1974 |
| CD San Fernando          | España | 1975-1976 |
| AD Ceuta                 | España | 1976-1977 |
| Real Jaén CF             | España | 1977-1978 |
| AD Ceuta                 | España | 1978-1979 |
| Algeciras CF             | España | 1979-1980 |
| UD Melilla               | España | 1981-1982 |
| Real Balompédica Linense | España | 1982-1983 |
| AD Ceuta                 | España | 1983-1987 |
| AD Ceuta                 | España | 2001      |
| Atlético de Ceuta        | España | 2006-2007 |